# Regional Preferente de La Rioja 2021-22
La temporada 2021-22 de Regional Preferente de La Rioja de fútbol comenzó el 11 de septiembre de 2021. Durante esta campaña es el sexto y último nivel de las Ligas de fútbol de España para los clubes de La Rioja, por debajo de la Tercera División RFEF.

## Sistema de competición[1]
Los 21 equipos inscritos disputan una primera fase con dos grupos (el 1, con 11 equipos; y el 2, con 10 equipos) diseñados conforme al efecto cremallera, pares e impares, bajo la clasificación de la temporada anterior. En esta primera fase, en cada grupo, se juega a doble vuelta y todos contra todos.
En la segunda fase, los tres primeros clasificados de cada grupo conforman el Grupo C y se enfrentarán a doble vuelta (disputa de partidos contra los equipos del otro grupo, arrastrando el coeficiente obtenido en todos los partidos de la primera fase). El primero obtiene el premio del ascenso directo a Tercera División RFEF - Grupo XVI y el título de campeón de la Regional Preferente de La Rioja.
Los equipos que se hayan clasificado en la primera fase del 4.º al 7.º puesto en el Grupo 1 y del 4.º al 6.º en el 2 conforman el Grupo D, donde se enfrentan en la segunda fase a doble vuelta, y en las mismas condiciones descritas anteriormente (enfrentándose sólo con los equipos del otro grupo y arrastrando el coeficiente obtenido en todos los partidos de la primera fase). Los tres primeros clasificados de este Grupo D juegan, junto a los cinco equipos del Grupo C que no obtuvieron el ascenso directo, por la otra plaza de ascenso a Tercera División RFEF - Grupo XVI en eliminatorias de cuartos, semifinales y final que se disputan a partido único. El ganador obtiene el ascenso a Tercera División RFEF - Grupo XVI y el otro finalista gana el derecho a disputar la eliminatoria previa de la Copa del Rey de la Temporada 2022-23.
Los clasificados en la primera fase entre el 8.º y el 11.º del Grupo 1 y entre el 7.º y el 10.º del Grupo 2 disputan la Copa Federación en el grupo E.

### Composición de grupos
| Grupo A                           | Grupo B                        |
| --------------------------------- | ------------------------------ |
| C. C. D. Alberite                 | C. D. Pradejón                 |
| Comillas C. F.                    | C. P. Calasancio               |
| C. D. Tedeón                      | C. D. Villegas                 |
| C. Haro Deportivo "B"             | C. D. Aldeano                  |
| C. D. Autol                       | C. D. Bañuelos                 |
| Racing Rioja C. F. Super Nova "B" | Peña Balsamaiso C. F.          |
| C. At. River Ebro Promesas        | C. D. Salesianos Domingo Savio |
| C. D. San Marcial                 | C. D. Arnedo "B"               |
| C. D. San Lorenzo                 | Real Bethlehem C. F.           |
| C. D. Alfaro "B"                  | Náxara C. D. "B"               |
| C. D. Internacional de Logroño    |                                |

     Clubes que permanecen en la categoría
     Clubes procedentes de Tercera División
     Nuevos inscritos en la categoría

## Relevos
Los equipos ascendidos a Tercera División RFEF causan baja esta temporada en Regional Preferente, y son sustituidos por aquellos equipos que descencieron desde la Tercera División
| Pos. | Ascendidos a 3.ª División RFEF |
| ---- | ------------------------------ |
| 2.º  | C. D. Cenicero                 |
| 3.º  | C. F. Rápid                    |

| Pos. | Descendidos de 3.ª División |
| ---- | --------------------------- |
| 17.º | C. D. Tedeón                |
| 18.º | C. D. Pradejón              |
| 19.º | Comillas C. F.              |
| 20.º | C. P. Calasancio            |
| 21.º | C. C. D. Alberite           |
| 22.º | C. D. Villegas              |

| Nuevos inscritos              |
| ----------------------------- |
| Náxara C. D. "B"              |
| C.D. Internacional de Logroño |

| Pos. | No inscritos       |
| ---- | ------------------ |
| 12.º | C. D. Pradejón "B" |

## Participantes

### Información sobre los equipos participantes
| Equipo                            | Localidad                     | Fundación | Estadio                   | Twitter        |
| --------------------------------- | ----------------------------- | --------- | ------------------------- | -------------- |
| C. D. Aldeano                     | Aldeanueva de Ebro (La Rioja) | 2006      | San Bartolomé             | -              |
| C. C. D. Alberite                 | Alberite (La Rioja)           | 1967      | Marino Sáenz Andolfo      | CDAlberite     |
| C. D. Alfaro "B"                  | Alfaro (La Rioja)             | 2005      | La Molineta               | CDAlfaro       |
| C. D. Arnedo "B"                  | Arnedo (La Rioja)             | 2020      | Sendero                   | CDArnedo       |
| C. At. River Ebro Promesas        | Rincón de Soto (La Rioja)     | 2019      | San Miguel                | aupariver      |
| C. D. Autol                       | Autol (La Rioja)              | 1972      | La Manzanera              | cdautol        |
| C. D. Bañuelos                    | Baños de Río Tobía (La Rioja) | 1982      | El Poste                  | CD_Banuelos    |
| C. P. Calasancio                  | Logroño (La Rioja)            | 1977      | La Estrella               | Calasancio1977 |
| Comillas C. F.                    | Logroño (La Rioja)            | 2006      | Mundial 82                | ComillasCF     |
| C. Haro Deportivo "B"             | Haro (La Rioja)               | 2013      | El Mazo                   | HaroDeportivo  |
| C. D. Internacional de Logroño    | Logroño (La Rioja)            | 2020      | Pradoviejo                | cdinter2021    |
| Náxara C. D. "B"                  | Nájera (La Rioja)             | 2021      | La Salera                 | Naxaracd       |
| C. D. Pradejón                    | Pradejón (La Rioja)           | 1966      | Municipal Pradejón        | CDPradejon     |
| Peña Balsamaiso C. F.             | Logroño (La Rioja)            | 1952      | Prado Viejo               | BALSAMAISO     |
| Racing Rioja C. F. Super Nova "B" | Logroño (La Rioja)            | 2020      | El Salvador               | RiojaRacing    |
| Real Bethlehem C. F.              | Logroño (La Rioja)            | 2020      | Prado Viejo               | RealBethlehem  |
| C. D. Salesianos Domingo Savio    | Logroño (La Rioja)            | 2020      | Colegio Salesiano Logroño | SalesianosDS   |
| C.D. San Lorenzo                  | Ezcaray (La Rioja)            | 1969      | Municipal                 | SanLorenzoCD   |
| C. D. San Marcial                 | Lardero (La Rioja)            | 1975      | Ángel de Vicente          | cdsanmarcial   |
| C. D. Tedeón                      | Navarrete (La Rioja)          | 1947      | San Miguel                | CDTEDEON       |
| C. D. Villegas                    | Logroño (La Rioja)            | 1974      | La Ribera                 | VillegasCD     |

| Aldeano Alberite Arnedo B River Ebro Promesas Alfaro B Autol Bañuelos Calasancio Comillas Haro B Inter Logroño Náxara B Pradejón Balsamaiso Racing Rioja B Bethlehem Salesianos San Lorenzo San Marcial Tedeón Villegas |

## Primera fase: Grupo A[2]

### Clasificación
| Pos. | Equipo                            | Pts. | PJ | G  | E | P  | GF | GC | Dif. |                                                             |
| ---- | --------------------------------- | ---- | -- | -- | - | -- | -- | -- | ---- | ----------------------------------------------------------- |
| 1    | C. C. D. Alberite                 | 43   | 20 | 13 | 4 | 3  | 56 | 27 | +29  | Liguilla por el ascenso directo a Tercera División RFEF     |
| 2    | Comillas C. F.                    | 41   | 20 | 13 | 2 | 5  | 48 | 21 | +27  | Liguilla por el ascenso directo a Tercera División RFEF     |
| 3    | C. D. Autol                       | 41   | 20 | 13 | 2 | 5  | 39 | 20 | +19  | Liguilla por el ascenso directo a Tercera División RFEF     |
| 4    | C. Haro Deportivo "B"             | 34   | 20 | 11 | 1 | 8  | 35 | 32 | +3   | Liguilla por el Play-Off de Ascenso a Tercera División RFEF |
| 5    | C. D. Tedeón                      | 33   | 20 | 9  | 6 | 5  | 36 | 21 | +15  | Liguilla por el Play-Off de Ascenso a Tercera División RFEF |
| 6    | Racing Rioja C. F. Super Nova "B" | 32   | 20 | 10 | 2 | 8  | 42 | 35 | +7   | Liguilla por el Play-Off de Ascenso a Tercera División RFEF |
| 7    | C. At. River Ebro Promesas        | 24   | 20 | 7  | 3 | 10 | 33 | 41 | −8   | Liguilla por el Play-Off de Ascenso a Tercera División RFEF |
| 8    | C. D. San Marcial                 | 22   | 20 | 6  | 4 | 10 | 28 | 40 | −12  |                                                             |
| 9    | C. D. San Lorenzo                 | 16   | 20 | 4  | 4 | 12 | 32 | 55 | −23  |                                                             |
| 10   | C. D. Alfaro "B"                  | 14   | 20 | 3  | 5 | 12 | 31 | 55 | −24  |                                                             |
| 11   | C. D. Internacional de Logroño    | 11   | 20 | 2  | 5 | 13 | 14 | 47 | −33  |                                                             |

 Fuente: Resultados Fútbol

### Tabla de resultados cruzados
| Local \ Visitante                 | ALB | SLO | AUT | TED | ALF | COM | HAR | SMA | RIV | RRI | INT |
| --------------------------------- | --- | --- | --- | --- | --- | --- | --- | --- | --- | --- | --- |
| C. C. D. Alberite                 | —   | 8–0 | 2–1 | 2–2 | 6–1 | 1–3 | 1–0 | 7–3 | 4–1 | 3–2 | 4–1 |
| C. D. San Lorenzo                 | 1–3 | —   | 0–2 | 2–1 | 5–0 | 0–2 | 1–3 | 3–2 | 3–5 | 0–3 | 1–1 |
| C. D. Autol                       | 2–1 | 4–1 | —   | 1–0 | 2–2 | 1–0 | 0–2 | 4–3 | 2–1 | 2–1 | 5–0 |
| C. D. Tedeón                      | 1–2 | 2–2 | 1–0 | —   | 2–0 | 2–2 | 4–1 | 1–0 | 0–0 | 6–0 | 3–0 |
| C. D. Alfaro "B"                  | 2–2 | 1–2 | 0–1 | 2–5 | —   | 1–2 | 4–2 | 2–4 | 1–1 | 1–2 | 1–0 |
| Comillas C. F.                    | 1–2 | 5–3 | 1–3 | 0–1 | 4–1 | —   | 4–0 | 1–1 | 6–0 | 4–0 | 1–0 |
| C. Haro Deportivo "B"             | 2–2 | 2–0 | 1–0 | 1–2 | 6–3 | 0–3 | —   | 2–1 | 1–0 | 3–0 | 2–0 |
| C. D. San Marcial                 | 0–2 | 2–1 | 1–1 | 1–1 | 3–2 | 0–1 | 1–0 | —   | 1–0 | 1–0 | 1–2 |
| C. At. River Ebro Promesas        | 3–2 | 4–4 | 0–3 | 3–2 | 2–3 | 2–0 | 3–0 | 2–1 | —   | 0–2 | 3–1 |
| Racing Rioja C. F. Super Nova "B" | 1–1 | 3–1 | 3–0 | 2–0 | 2–2 | 3–4 | 3–4 | 7–1 | 2–1 | —   | 2–1 |
| C. D. Internacional de Logroño    | 0–1 | 2–2 | 0–5 | 0–0 | 2–2 | 0–4 | 0–3 | 1–1 | 3–2 | 0–4 | —   |

## Primera fase: Grupo B[3]

### Clasificación
| Pos. | Equipo                         | Pts. | PJ | G  | E | P  | GF | GC | Dif. |                                                             |
| ---- | ------------------------------ | ---- | -- | -- | - | -- | -- | -- | ---- | ----------------------------------------------------------- |
| 1    | Peña Balsamaiso C. F.          | 42   | 18 | 13 | 3 | 2  | 47 | 19 | +28  | Liguilla por el ascenso directo a Tercera División RFEF     |
| 2    | C. D. Pradejón                 | 37   | 18 | 12 | 1 | 5  | 40 | 21 | +19  | Liguilla por el ascenso directo a Tercera División RFEF     |
| 3    | C. D. Aldeano                  | 36   | 18 | 11 | 3 | 4  | 38 | 31 | +7   | Liguilla por el ascenso directo a Tercera División RFEF     |
| 4    | C. P. Calasancio               | 34   | 18 | 10 | 4 | 4  | 34 | 18 | +16  | Liguilla por el Play-Off de Ascenso a Tercera División RFEF |
| 5    | C. D. Villegas                 | 28   | 18 | 8  | 4 | 6  | 41 | 30 | +11  | Liguilla por el Play-Off de Ascenso a Tercera División RFEF |
| 6    | Real Bethlehem C. F.           | 23   | 18 | 6  | 5 | 7  | 37 | 43 | −6   | Liguilla por el Play-Off de Ascenso a Tercera División RFEF |
| 7    | C. D. Bañuelos                 | 22   | 18 | 7  | 1 | 10 | 33 | 31 | +2   |                                                             |
| 8    | Náxara C. D. "B"               | 19   | 18 | 5  | 4 | 9  | 20 | 31 | −11  |                                                             |
| 9    | C. D. Arnedo "B"               | 10   | 18 | 3  | 1 | 14 | 12 | 50 | −38  |                                                             |
| 10   | C. D. Salesianos Domingo Savio | 5    | 18 | 1  | 2 | 15 | 21 | 49 | −28  |                                                             |

 Fuente: Resultados Fútbol

### Tabla de resultados cruzados
| Local \ Visitante              | PRA | CAL | VIL | ALD | BAN | BAL | NAX | ARN | BET | SAL |
| ------------------------------ | --- | --- | --- | --- | --- | --- | --- | --- | --- | --- |
| C. D. Pradejón                 | —   | 2–1 | 2–0 | 3–0 | 0–1 | 1–1 | 5–1 | 4–0 | 2–1 | 4–2 |
| C. P. Calasancio               | 2–0 | —   | 1–1 | 3–1 | 2–1 | 1–2 | 0–0 | 4–0 | 3–3 | 3–1 |
| C. D. Villegas                 | 1–3 | 2–1 | —   | 2–3 | 3–1 | 0–1 | 2–2 | 5–0 | 5–1 | 1–1 |
| C. D. Aldeano                  | 4–3 | 1–1 | 2–4 | —   | 3–2 | 2–2 | 0–0 | 3–0 | 4–2 | 7–5 |
| C. D. Bañuelos                 | 1–2 | 2–1 | 3–1 | 0–1 | —   | 1–1 | 1–2 | 6–1 | 1–2 | 3–1 |
| Peña Balsamaiso C. F.          | 3–0 | 1–2 | 3–2 | 1–0 | 3–2 | —   | 5–0 | 3–1 | 6–0 | 3–0 |
| Náxara C. D. "B"               | 0–2 | 0–2 | 0–1 | 0–1 | 3–2 | 3–1 | —   | 1–2 | 2–3 | 3–1 |
| C. D. Arnedo "B"               | 0–4 | 0–2 | 0–2 | 0–1 | 0–3 | 2–4 | 1–2 | —   | 0–0 | 2–1 |
| Real Bethlehem C. F.           | 3–1 | 1–4 | 4–4 | 2–3 | 5–1 | 1–4 | 0–0 | 4–1 | —   | 4–1 |
| C. D. Salesianos Domingo Savio | 0–2 | 0–1 | 2–5 | 1–2 | 0–2 | 1–3 | 2–1 | 1–2 | 1–1 | —   |

## Segunda fase: Liguilla por el ascenso - Grupo C[4]

### Clasificación
| Pos. | Equipo                       | Pts. | PJ | G  | E | P | GF | GC | Dif. |                                             |
| ---- | ---------------------------- | ---- | -- | -- | - | - | -- | -- | ---- | ------------------------------------------- |
| 1    | Peña Balsamaiso C. F. (A, C) | 55   | 24 | 17 | 4 | 3 | 59 | 22 | +37  | Ascenso directo a Tercera División RFEF     |
| 2    | C. D. Pradejón               | 49   | 24 | 15 | 4 | 5 | 54 | 29 | +25  | Play-Off de Ascenso a Tercera División RFEF |
| 3    | C. C. D. Alberite            | 51   | 26 | 15 | 6 | 5 | 64 | 35 | +29  | Play-Off de Ascenso a Tercera División RFEF |
| 4    | Comillas C. F.               | 49   | 26 | 15 | 4 | 7 | 61 | 31 | +30  | Play-Off de Ascenso a Tercera División RFEF |
| 5    | C. D. Autol                  | 47   | 26 | 15 | 2 | 9 | 44 | 32 | +12  | Play-Off de Ascenso a Tercera División RFEF |
| 6    | C. D. Aldeano                | 39   | 24 | 12 | 3 | 9 | 42 | 46 | −4   | Play-Off de Ascenso a Tercera División RFEF |

 Fuente: Federación Riojana de Fútbol

### Tabla de resultados cruzados
| Local \ Visitante     | ALB | ALD | AUT | COM | BAL | PRA |
| --------------------- | --- | --- | --- | --- | --- | --- |
| C. C. D. Alberite     | —   | 3–0 | -   | -   | 1–0 | 2–2 |
| C. D. Aldeano         | 3–1 | —   | 0–3 | 1–2 | -   | -   |
| C. D. Autol           | -   | 1–0 | —   | -   | 0–2 | 1–2 |
| Comillas C. F.        | -   | 5–0 | -   | —   | 2–2 | 3–3 |
| Peña Balsamaiso C. F. | 2–0 | -   | 4–0 | 2–0 | —   | -   |
| C. D. Pradejón        | 1–1 | -   | 4–0 | 2–1 | -   | —   |

## Segunda fase: Liguilla por el Play-off - Grupo D[5]

### Clasificación
| Pos. | Equipo                            | Pts. | PJ | G  | E | P  | GF | GC | Dif. |                                              |
| ---- | --------------------------------- | ---- | -- | -- | - | -- | -- | -- | ---- | -------------------------------------------- |
| 1    | C. D. Tedeón                      | 46   | 26 | 13 | 7 | 6  | 55 | 30 | +25  | Play-Off de Ascenso a Tercera División RFEF  |
| 2    | C. P. Calasancio                  | 44   | 26 | 13 | 5 | 8  | 44 | 32 | +12  | Play-Off de Ascenso a Tercera División RFEF  |
| 3    | Racing Rioja C. F. Super Nova "B" | 43   | 26 | 13 | 4 | 9  | 58 | 40 | +18  | Play-Off de Ascenso a Tercera División RFEF  |
| 4    | C. D. Villegas                    | 41   | 26 | 11 | 8 | 7  | 62 | 46 | +16  |                                              |
| 5    | C. Haro Deportivo "B"             | 41   | 26 | 13 | 2 | 11 | 51 | 44 | +7   | El club no compite en la siguiente temporada |
| 6    | C. At. River Ebro Promesas        | 34   | 26 | 10 | 4 | 12 | 46 | 56 | −10  |                                              |
| 7    | Real Bethlehem C. F.              | 26   | 26 | 7  | 5 | 14 | 47 | 77 | −30  |                                              |

 Fuente: Federación Riojana de Fútbol

### Tabla de resultados cruzados
| Local \ Visitante                 | CAL | HAR | RRI | BET | RIV | TED | VIL |
| --------------------------------- | --- | --- | --- | --- | --- | --- | --- |
| C. P. Calasancio                  | —   | 0–5 | 0–0 | -   | 0–2 | 2–0 | -   |
| C. Haro Deportivo "B"             | 1–3 | —   | -   | 4–1 | -   | -   | 2–2 |
| Racing Rioja C. F. Super Nova "B" | 3–0 | -   | —   | 4–1 | -   | -   | 1–1 |
| Real Bethlehem C. F.              | -   | 2–1 | 0–6 | —   | 3–6 | 0–6 | -   |
| C. At. River Ebro Promesas        | 1–4 | -   | -   | 2–1 | —   | -   | 2–2 |
| C. D. Tedeón                      | 2–1 | -   | -   | 5–2 | -   | —   | 2–2 |
| C. D. Villegas                    | -   | 4–3 | 3–2 | -   | 5–0 | 2–4 | —   |

## Segunda fase: Grupo E - Copa Federación[6]

### Clasificación
| Pos. | Equipo                         | Pts. | PJ | G  | E | P  | GF | GC | Dif. |                                              |
| ---- | ------------------------------ | ---- | -- | -- | - | -- | -- | -- | ---- | -------------------------------------------- |
| 1    | Náxara C. D. "B"               | 39   | 26 | 11 | 6 | 9  | 36 | 37 | −1   | Campeón                                      |
| 2    | C. D. Bañuelos                 | 39   | 26 | 12 | 3 | 11 | 52 | 44 | +8   |                                              |
| 3    | C. D. San Marcial              | 34   | 28 | 9  | 7 | 12 | 39 | 50 | −11  |                                              |
| 4    | C. D. Alfaro "B"               | 25   | 28 | 6  | 7 | 15 | 50 | 68 | −18  |                                              |
| 5    | C. D. Arnedo "B"               | 23   | 26 | 7  | 2 | 17 | 25 | 60 | −35  |                                              |
| 6    | C. D. San Lorenzo              | 22   | 28 | 6  | 4 | 18 | 44 | 71 | −27  |                                              |
| 7    | C. D. Internacional de Logroño | 21   | 28 | 5  | 6 | 17 | 33 | 61 | −28  |                                              |
| 8    | C. D. Salesianos Domingo Savio | 6    | 26 | 1  | 3 | 22 | 26 | 81 | −55  | El club no compite en la siguiente temporada |

 Fuente: Federación Riojana de Fútbol

### Tabla de resultados cruzados
| Local \ Visitante              | ALF | ARN | BAN | INT | NAX | SAL | SLO | SMA |
| ------------------------------ | --- | --- | --- | --- | --- | --- | --- | --- |
| C. D. Alfaro "B"               | —   | 2–3 | 2–4 | -   | 0–1 | 8–0 | -   | -   |
| C. D. Arnedo "B"               | 1–2 | —   | -   | 4–1 | -   | -   | 2–0 | 1–1 |
| C. D. Bañuelos                 | 1–2 | -   | —   | 2–1 | -   | -   | 4–3 | 1–1 |
| C. D. Internacional de Logroño | -   | 2–0 | 2–2 | —   | 2–3 | 7–0 | -   | -   |
| Náxara C. D. "B"               | 2–2 | -   | -   | 2–1 | —   | -   | 2–0 | 4–0 |
| C. D. Salesianos Domingo Savio | 1–1 | -   | -   | 1–3 | -   | —   | 2–5 | 0–1 |
| C. D. San Lorenzo              | -   | 0–1 | 1–3 | -   | 0–1 | 3–1 | —   | -   |
| C. D. San Marcial              | -   | 2–1 | 1–2 | -   | 1–1 | 4–0 | -   | —   |

## Play Off de Ascenso a Tercera División RFEF
Los partidos de cuartos de final se jugaron los días 14 y 15 de mayo de 2022. Las semifinales, el 21 y 22 de mayo y la final fue el 29 de mayo. Los emparejamientos son a partido único y en casa del mejor clasificado. En caso de empate, se disputan dos prórrogas de quince minutos cada una de ellas. Si persiste el empate, no hay penaltis y supera la eliminatoria el mejor clasificado tras la segunda fase.
Según las normas, ascendería a Tercera División RFEF el campeón del playoff. Finalmente, tras el ascenso a Segunda División RFEF del C. D. Arnedo y C. D. Alfaro y descender únicamente el Náxara C. D., quedó vacante una plaza más en Tercera, por lo que los dos finalistas (Racing Rioja C. F. Super Nova "B" y Comillas C. F.) ascendieron.
Debido a que los dos finalistas consiguieron el ascenso, la plaza para la ronda previa de la Copa del Rey fue para el C. D. Autol debido a la mejor diferencia de goles que el C. C. D. Alberite, a favor y en contra, en la ronda de semifinales.
Equipos clasificados
- 8 equipos

| Pos. | Grupo C           |
| ---- | ----------------- |
| 2.°  | C. D. Pradejón    |
| 3.°  | C. C. D. Alberite |
| 4.°  | Comillas C. F.    |
| 5.°  | C. D. Autol       |
| 6.°  | C. D. Aldeano     |

| Pos. | Grupo D                           |
| ---- | --------------------------------- |
| 1.°  | C. D. Tedeón                      |
| 2.°  | C. P. Calasancio                  |
| 3.°  | Racing Rioja C. F. Super Nova "B" |

|  | Cuartos                           | Cuartos    |                                   |                   | Semifinales | Semifinales |  |                | Final      | Final      |  |
|  | 15-05-2022                        | 15-05-2022 |                                   |                   | 22-05-2022  | 22-05-2022  |  |                | 29-05-2022 | 29-05-2022 |  |
|  |                                   |            |                                   |                   |             |             |  |                |            |            |  |
|  |                                   |            |                                   |                   |             |             |  |                |            |            |  |
|  | C. D. Pradejón                    | 0          |                                   |                   |             |             |  |                |            |            |  |
|  | C. D. Pradejón                    | 0          |                                   |                   |             |             |  |                |            |            |  |
|  | Racing Rioja C. F. Super Nova "B" | 2          |                                   |                   |             |             |  |                |            |            |  |
|  | Racing Rioja C. F. Super Nova "B" | 2          |                                   | C. C. D. Alberite | 2           |             |  |                |            |            |  |
|  |                                   |            |                                   | C. C. D. Alberite | 2           |             |  |                |            |            |  |
|  |                                   |            | Racing Rioja C. F. Super Nova "B" | 4                 |             |             |  |                |            |            |  |
|  | C. C. D. Alberite                 | 3          | Racing Rioja C. F. Super Nova "B" | 4                 |             |             |  |                |            |            |  |
|  | C. C. D. Alberite                 | 3          |                                   |                   |             |             |  |                |            |            |  |
|  | C. P. Calasancio                  | 0          |                                   |                   |             |             |  |                |            |            |  |
|  | C. P. Calasancio                  | 0          |                                   |                   |             |             |  | Comillas C. F. | 1          |            |  |
|  |                                   |            |                                   |                   |             |             |  | Comillas C. F. | 1          |            |  |
|  |                                   |            | Racing Rioja C. F. Super Nova "B" | 0                 |             |             |  |                |            |            |  |
|  | Comillas C. F.                    | 2          | Racing Rioja C. F. Super Nova "B" | 0                 |             |             |  |                |            |            |  |
|  | Comillas C. F.                    | 2          |                                   |                   |             |             |  |                |            |            |  |
|  | C. D. Tedeón                      | 1          |                                   |                   |             |             |  |                |            |            |  |
|  | C. D. Tedeón                      | 1          |                                   | Comillas C. F.    | 3           |             |  |                |            |            |  |
|  |                                   |            |                                   | Comillas C. F.    | 3           |             |  |                |            |            |  |
|  |                                   |            | C. D. Autol                       | 2                 |             |             |  |                |            |            |  |
|  | C. D. Autol                       | 1          | C. D. Autol                       | 2                 |             |             |  |                |            |            |  |
|  | C. D. Autol                       | 1          |                                   |                   |             |             |  |                |            |            |  |
|  | C. D. Aldeano                     | 0          |                                   |                   |             |             |  |                |            |            |  |
|  | C. D. Aldeano                     | 0          |                                   |                   |             |             |  |                |            |            |  |
|  |                                   |            |                                   |                   |             |             |  |                |            |            |  |

### Repetición de la semifinal entreComillas C. F.yC. D. Autol
Debido a una incidencia en el partido de semifinales entre Comillas C. F. y C. D. Autol, hubo una resolición indicando que se debía repetir la segunda parte de dicho encuentro. En principio el partido fue marcado para el día 7 de septiembre pero tras un recurso del Comillas C. F. el partido fue suspendido hasta nueva orden. Esta suspensión motivó la suspensión del partido de la primera jornada en Tercera Federación entre el Comillas C. F. y el C. D. Agoncillo.
En el partido original, disputado el 22 de mayo, el árbitro principal se sintió indispuesto y fue sustituido por otro árbitro de la grada en contra de lo dispuesto por el reglamento. El partido se encontraba con el resultado de 1-1 en el momento de la incidencia y la resolución dictaba que sería desde este punto desde donde se repitiera el tiempo restante.
Finalmente, el Comillas C. F. compitió en Tercera Federación y el C. D. Autol en Regional Preferente sin que se resolviera cuándo debía ejecutarse la repetición.

### Equipos ascendidos aTercera Federación
| Bandera de La Rioja (España) | Bandera de La Rioja (España)      |
| Comillas C. F.               | Racing Rioja C. F. Super Nova "B" |
| ---------------------------- | --------------------------------- |

### Clasificado para la ronda previa de laCopa del Rey
| Bandera de La Rioja (España) |
| C. D. Autol                  |
| ---------------------------- |

## Datos y estadísticas

### Récords
| Récords de equipos       | Récords de equipos | Récords de equipos | Récords de equipos                                  | Récords de equipos             | Récords de equipos           | Récords de equipos | Récords de equipos           | Récords de equipos             | Récords de equipos |
| Récord                   | Grupo              | Fecha              | Equipo/s                                            | Local                          |                              | Resultado          |                              | Visitante                      | Rep.               |
| ------------------------ | ------------------ | ------------------ | --------------------------------------------------- | ------------------------------ | ---------------------------- | ------------------ | ---------------------------- | ------------------------------ | ------------------ |
| Más goles en un partido  | Grupo B            | 20-02-2022         | C. D. Aldeano y C. D. Salesianos Domingo Savio (12) | C. D. Aldeano                  | Bandera de La Rioja (España) | 7 – 5              | Bandera de La Rioja (España) | C. D. Salesianos Domingo Savio | Jornada 18         |
| Mayor victoria local     | Grupo A            | 28-11-2021         | C. D. Alberite (+8)                                 | C. D. Alberite                 | Bandera de La Rioja (España) | 8 – 0              | Bandera de La Rioja (España) | C. D. San Lorenzo              | Jornada 12         |
| Mayor victoria visitante | Grupo A            | 23-01-2022         | C. D. Autol (+5)                                    | C. D. Internacional de Logroño | Bandera de La Rioja (España) | 0 – 5              | Bandera de La Rioja (España) | C. D. Autol                    | Jornada 17         |

Fuente: Fútbol Regional.